# Forces de Bjerknes
Les forces de Bjerknes sont des forces de translation sur une bulle dans un liquide par une onde acoustique. La force de Bjerknes primaire est causée par un champ sonore externe et la secondaire par des paires de bulles dans le même champ sonore. Elles ont été décrites pour la première fois par Wilhelm Bjerknes dans son livre Fields Force de 1906.

## Théorie

### Force primaire
La force exercée sur une particule fluide dans une onde sonore est donnée par :
{\displaystyle {\vec {F}}=-V\,{\vec {\nabla }}P}
où V est le volume de la particule et {\displaystyle {\vec {\nabla }}P} le gradient de pression acoustique sur la bulle.
En supposant une onde progressive sinusoïdale, le gradient de pression moyenné dans le temps sur un seul cycle acoustique est égal à zéro, ce qui signifie qu'une particule solide (à volume fixe) ne subit aucune force nette. Cependant, comme une bulle est compressible, le champ de pression oscillant provoque également une modification de son volume. Pour les bulles sphériques, cela peut être décrit par l'équation de Rayleigh-Plesset (en). Cela signifie que la valeur moyenne de la force peut être non nulle sur un cycle acoustique. Contrairement aux forces de rayonnement acoustiques sur les particules incompressibles, des forces nettes peuvent être générées en l'absence d'atténuation ou de réflexion de l'onde sonore.
Les bulles dont la fréquence de résonance est supérieure à la fréquence de conduite acoustique montent dans le gradient de pression, tandis que celles dont la fréquence de résonance est inférieure descendent dans le gradient. Dans les ondes stationnaires acoustiques, de petites bulles s’accumulent aux ventres de pression, tandis que les grosses bulles s’accumulent aux nœuds de pression,.

### Force secondaire
La force secondaire de Bjerknes est l’un des mécanismes essentiels des interactions mutuelles entre des bulles oscillant dans un champ sonore, applicable dans plusieurs domaines tels que la sonochimie, la biomédecine et le génie des matériaux. Elle donne les vitesses de translation de deux bulles de gaz sphériques oscillant dans un champ d'ondes acoustiques de haute intensité, suffisamment éloignées pour que les oscillations de forme puissent être négligées mais en tenant compte des effets visqueux. La solution est asymptotique et tient compte de la traînée visqueuse de chaque bulle. Selon le rapport de diamètre des bulles et de l'onde, les bulles se rapprochent ou s'éloignent les unes des autres donnant des caractéristiques particulières au signal qui traverse le fluide.